# Eurispa loriae
Eurispa loriae es una especie de insecto coleóptero de la familia Chrysomelidae.
Fue descrita científicamente en 1892 por Gestro.